# Séthi Ier
Séthi Ier est un pharaon d'Égypte de la XIXe dynastie, qui règne vers 1294 à 1279 avant l'ère commune. Fils du pharaon Ramsès Ier, il est le père du pharaon Ramsès II.

## Généalogie
Séthi Ier est le fils de Ramsès Ier et de la reine Satrê. Il est donc issu d'une famille de militaires qui n'était pas destinée à prendre le pouvoir.
Séthi Ier est également l'époux de Mouttouya, fille de Raïa, officier supérieur de l'armée, lieutenant général de la charrerie, et de Tjouia. Elle est enterrée dans la vallée des Reines, tombe QV80, où sa momie fut déposée, vers la 21e ou 20e année du règne de son fils Ramsès II. Cette reine nous est bien connue par sa statue monumentale aujourd'hui au musée du Vatican.
Séthi Ier est le père, avec Mouttouya, de deux enfants, nés sous le règne d'Horemheb : le fils cadet, le futur roi Ramsès II, et la fille aînée, Tia, « Chanteuse d'Hathor », « Chanteuse de Rê d'Héliopolis » et « Chanteuse d'Amon-grand-dans-sa-gloire ». Cette dernière est l'épouse d'un certain Tia, « Gardien du Trésor » et « Gardien du château d'Amon », il est d'ailleurs probable qu'ils étaient déjà mariés et parents lors de la montée sur le trône de Séthi Ier.
Certains chercheurs ont supposé que Séthi Ier et Mouttouya avait eu un autre fils, plus âgé que Ramsès II, nommé Nébenkhâsetnébet ou Amenméfernébef, sur la base d'une scène sur la paroi extérieure du mur nord de la grande salle hypostyle du temple d'Amon à Karnak dont l'un des personnages a été remplacé par Ramsès II. Il s'est avéré qu'auncun fils aîné n'avait été figuré à l'origine mais qu'il s'agissait du commandant des troupes et flabellifère Méhy. Enfin, Hénoutmirê, fille royale et grande épouse royale de Ramsès II en l'an 54, soit bien après la mort de ses deux principales grandes épouses royales, Néfertari et Isis-Néféret, a été considérée par certains comme la fille de Séthi Ier et l'épouse de son frère. Elle est en fait la fille de Ramsès II et a donc épousé son père comme d'autres filles de ce dernier.
Il est possible que Séthi Ier ait eu une seconde épouse, nommée Tanedjemet, qui pourrait être une fille d'Horemheb,,.

## Avant le règne
De naissance non royale, Séthi Ier est issu d'une famille militaire noble de la région du delta du Nil, peut-être près de l'ancienne capitale hyksôs d'Avaris. Il est le petit-fils d'un commandant de troupes appelé Séthy (il est aussi nommé Souty, forme affectueuse du nom Séthy), qui a grandi sous le règne d'Amenhotep III et a été officier sous le règne d'Amenhotep IV-Akhenaton.
Séthi Ier commence sa carrière probablement sous Horemheb. Avec son père, il monte au sommet de l'État sous le règne d'Horemheb qui fait d'ailleurs de Ramsès Ier son successeur. Horemheb indique ainsi à propos de ses vizirs Ramsès Ier et Séthi :

« J'ai examiné [...] (et j'ai choisi) des hommes discrets, d'un caractère juste, capables de sonder les pensées, obéissant aux injonctions du palais et aux lois de la Cour. Je les ai nommés pour juger les Deux Terres. »

Déjà âgé lorsqu'il fut couronné, Ramsès Ier désigne son fils, le futur pharaon Séthi Ier, comme prince héritier et successeur désigné. Séthi a alors des responsabilités civiles et militaires : il garde la fonction de vizir qu'il avait déjà sous Horemheb, et il devient également général. Séthi Ier porte alors les titres prestigieux de « prince régent », « vizir », « maire de Thèbes », « scribe royal », « grand officier de la charrerie », « gouverneur de la forteresse de Tjarou ». Une de ses statues proclame « Tandis qu'il était Rê-le soleil à l'aube rayonnante, j'étais à ses côtés comme une étoile de la terre ». Selon un texte daté du règne de Séthi Ier, ce dernier a réalisé une expédition en Syrie contre les Fenkhou sous le règne de son père Ramsès Ier. Il est à noter que Séthi n'a pas été le corégent de Ramsès Ier, les scènes portant les cartouches des deux souverains ont été réalisées sous le règne de Séthi en honneur de son père.

## Règne

### Durée de règne
Séthi Ier est monté sur le trône durant le IIIe ou le IVe mois de la saison Chémou, date estimée plus précisément par William Murnane du 18e jour du IIIe mois au 23e jour du IVe mois, tandis que Wolfgang Helck donnait la date du 24e jour du IIIe mois. Ramsès II est quant à lui monté sur le trône le 27e jour du IIIe mois de la saison Chémou,,. Or, à cette époque, l'avènement d'un roi a lieu le lendemain de la mort de son prédécesseur, Séthi Ier est donc décédé le 26e jour du IIIe mois de la saison Chémou après un certain nombre d'années de règne. On peut en déduire que Séthi Ier a eu un règne d'un certain nombre d'années complètes, plus ou moins quelques jours (selon l'estimation faite par William Murnane), voire d'un certain nombre d'années complètes et de trois jours selon l'hypothèse de Wolfgang Helck.
Le règne de Séthi Ier est attesté jusqu'à l'an IX (l'inscription abîmée du Gebel Barkal dont la date a été interprétée comme une onzième année a depuis été réévaluée : il est plus probable que la date inscrite corresponde à l'an III), mais étant donné que plusieurs monuments ont été achevés et décorés, il est fort probable que la durée de règne de Séthi Ier a largement dépassé les quelques jours cette neuvième année. Ainsi, il est plus probable que Séthi Ier ait eu un règne proche des dix ans, c'est-à-dire soit dix ans plus ou moins quelques jours selon l'estimation de William Murnane, soit dix ans et trois jours selon l'hypothèse de Wolfgang Helck.

### Avènement du roi
Séthi Ier doit être assez âgé lors de sa montée sur le trône, son père étant décédé assez vieux et sa fille aînée étant déjà mariée et mère. Son fils, Ramsès II, s'il n'était pas encore marié au début du règne de Séthi Ier, était en tout cas déjà père de plusieurs enfants à la fin du règne, Ramsès II n'était donc plus un jeune enfant quand Séthi Ier est monté sur le trône.

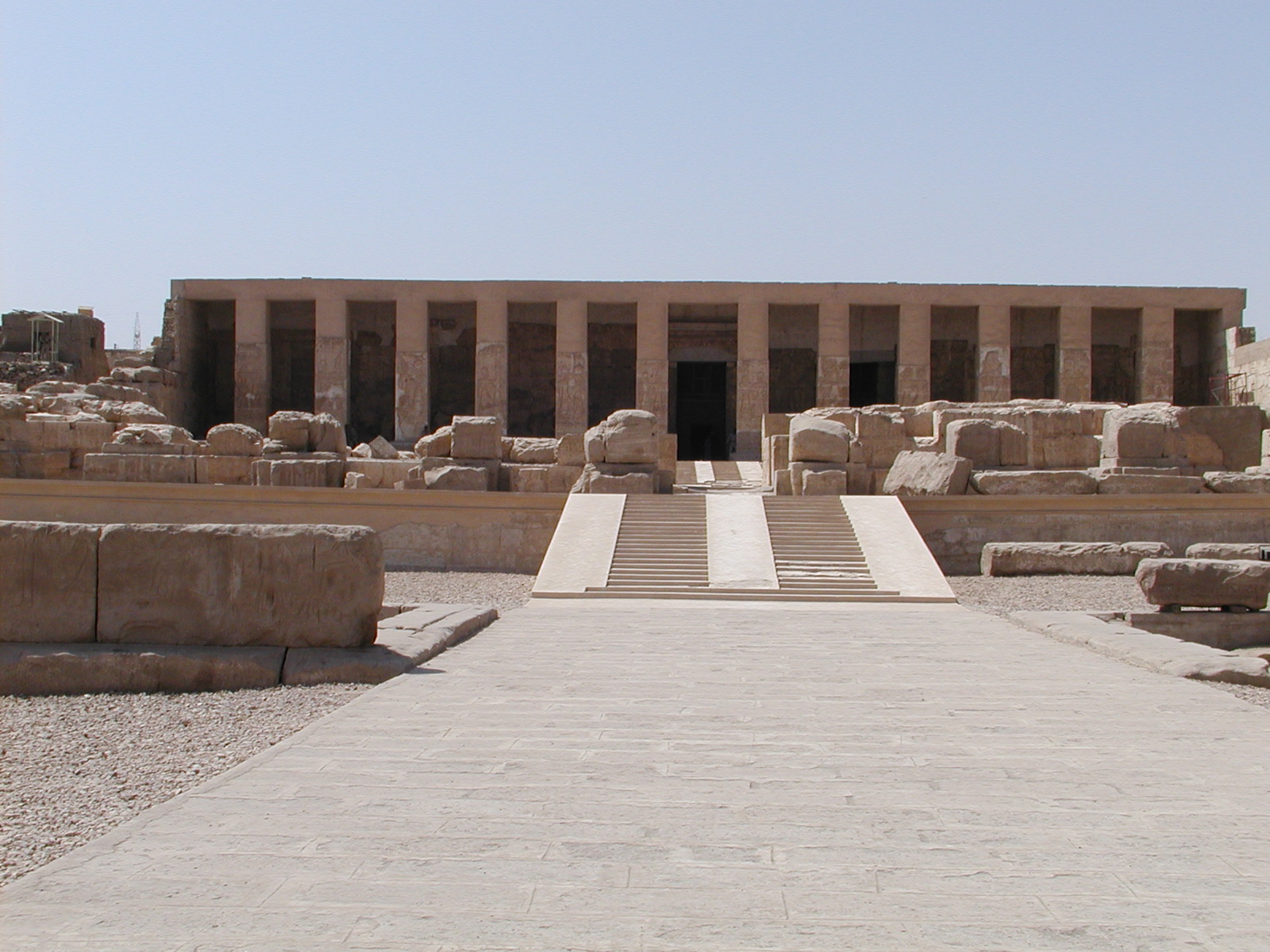
Temple de Séthi Ier à Abydos

Les premières actions du règne consistent à préparer les funérailles de son prédécesseur, acte indispensable pour tout nouveau roi égyptien, ainsi que d'organiser la fête d'Opet à Thèbes. Il commence les préparatifs de sa campagne au Proche-Orient également dès le début de son règne, l'action qu'il a menée contre les Fenkhou sous le règne de son père n'étant peut-être qu'un prélude aux actions menées au début de son règne.
Son couronnement est figuré à deux endroits : le mur ouest de la grande salle hypostyle du temple d'Amon à Karnak et sur le mur sud de la chapelle du roi dans le temple de Séthi Ier à Abydos. À Karnak, le roi est d'abord purifié par Seth et Horus, puis il est conduit par Khonsou et Atoum vers le « grand château d'Amon » (c'est-à-dire le temple d'Amon), enfin il est couronné par Amon-Rê en apposant sur la tête du roi la couronne-khépresh, la scène se déroule en présence d'Hathor et de Thot, ce dernier enregistrant l'évènement. À Abydos, c'est Horus et Thot qui apposent la couronne-khépresh, tout en étant accompagné par les Deux Maîtresses, c'est-à-dire les déesses Nekhbet de Haute-Égypte et Ouadjet de Basse-Égypte ; à côté de la scène, Horus-Iounmoutef annonce à l'Ennéade que le roi a été couronné. Dans le Speos Artemidos, la scène de couronnement d'Hatchepsout a été modifiée pour faire apparaître Séthi Ier.

### Les guerres
Dès le début du règne, l'Égypte est confrontée à des tensions au Levant et dans l'ouest du Delta, obligeant le roi et ses armées à combattre.

#### Les Hittites
Au début de la XIXe dynastie, le Proche-Orient correspond à un agrégat des petits royaume et de cités caractérisés par une soumission à l'un des deux empires de l'époque : l'Empire égyptien et l'Empire hittite (aussi nommé Hatti). Depuis la montée en puissance de ce dernier à la fin de la XVIIIe dynastie, ces deux empires se disputent le contrôle la région syro-palestinienne et les ports de commerce de la côte phénicienne, l'Amourrou et Qadesh-sur-Oronte ayant été capturé sous le règne d'Horemheb, qui ne tenta pas de les reprendre. Qadesh-sur-Oronte, comme Ougarit sur la côte, est en réalité une cité prépondérante dans le contrôle des voies commerciales de la région. L'avènement de Ramsès Ier coïncide par ailleurs avec celui de Muwatalli II, ce dernier étant clairement identifié comme l'ennemi de l'Égypte pendant toute la durée du règne de Séthi Ier.
Ainsi, dès l'an I, Séthi lance une campagne au Proche-Orient, comme l'illustre une grande partie du décor de la paroi extérieure du mur nord de la grande salle hypostyle du temple d'Amon à Karnak, ainsi que des stèles au Proche-Orient, en Nubie et à Abydos. Toutefois, l'interprétation des sources par les différents chercheurs donne des résultats contradictoires, allant d'une seule campagne en l'an I (d'ailleurs seule année inscrite sur les différents documents datés) à près de six campagnes se déroulant sur plusieurs années.
L'interprétation récente d'Agnès Degrève (2006) est d'une seule campagne s'étant déroulée comme suit. Après la participation à la campagne contre les Fenkhou sous le règne de son père, puis à l'enterrement de ce dernier et à son propre avènement, Séthi aurait commencé la préparation de la campagne dès cette première année avec pour objectif de reprendre Qadesh-sur-Oronte. Le roi débute cette campagne pendant le IVe mois de la saison Peret, soit près de neuf mois après son avènement. Avant d'atteindre Qadesh-sur-Oronte, le roi serait passé par le pays des Réménen (le Liban actuel), comme l'atteste une stèle à Tyr, pour inspecter cette région qui fournit le bois de construction à l'Égypte, ressource indispensable pour le pays qui en est fortement dépourvu. L'armée égyptienne se serait alors dirigée vers Qadesh-sur-Oronte qu'elle aurait soumise, comme l'atteste une autre stèle, puis serait revenue sur ses pas, jusqu'à ce que des révoltes éclatent près de Yénoam et de Beït Shéan. Le roi aurait alors préparé l'offensive en construisant des installations à Tell ech-Chihab (qui est peut-être la Qiriet Anab des textes égyptiens). Les troupes égyptiennes auraient alors combattu les Âpirou près de la montagne de Tel Yarmouth ainsi que les T(a)yrou et les Âamou qui auraient lancé une émeute dans la région de Djahy, d'après les textes de deux stèles trouvées à Beït Shéan. Le roi ne semble toutefois pas présents lors de toutes les manœuvres de ses troupes, comme l'indiquent les textes de Karnak.
Toutefois, Pierre Grandet a une autre interprétation, décrivant le déroulement des évènements en trois phases. Le roi Séthi aurait d'abord pacifié Canaan avant de rencontrer les armées hittites, massées à Beït Shéan. Le roi aurait alors décidé de récupérer la région de Homs, sous domination hittite, en contournant la plaine de la Béqaâ, mais il aurait subi un échec face aux hittites. Puis, en l'an V, alors que la région de Homs et Qadesh-sur-Oronte auraient été libérées des troupes hittites qui s'étaient repliées pour contrer la menace représentée par le roi assyrien Adad-nerari Ier, le roi aurait conquis Qadesh-sur-Oronte puis aurait récupéré l'Amourrou. Ensuite, à une date indéterminée, les Hittites auraient repris la cité de Qadesh-sur-Oronte mais pas l'Amourrou.
Toujours est-il que c'est dans ce contexte international que le règne de Séthi Ier se termine : Qadesh-sur-Oronte, après une brève soumission à l'Égypte, repasse sous la domination hittite. Ceci entraînera la fameuse bataille de Qadesh de l'an V du règne de Ramsès II ainsi que d'autres affrontements dont le siège de Dapour en l'an VIII, avant que les deux empires ne signent la paix en l'an XXI.

#### Les Libyens
Les Tjéhénou, c'est-à-dire les Libyens, peuplent l'ouest de la vallée du Nil et sont considérés comme les ennemis de l'Égypte depuis le début de l'histoire égyptienne. Le développement des relations commerciales avec les populations égéennes à partir de l'époque de Thoutmôsis III et d'Hatchepsout impose un certain contrôle de la région de Marmarique par les Égyptiens, ce qui est une nouvelle source de conflits avec les populations locales. De plus, les Libou et les Mâchaouach se sont nouvellement installées dans la région. C'est dans ce contexte que débute le règne de Séthi Ier.
Le décor de la paroi extérieure du mur nord de la grande salle hypostyle du temple d'Amon à Karnak illustre donc les combats contre les Tjéhénou en l'an I du règne, alors que le roi était occupé au Proche-Orient. La présence du roi dans le décor n'est qu'une illustration de la propagande royale dans laquelle le roi est celui qui est chargé de repousser les ennemis de l'Égypte, le texte indique bien que le roi n'était pas présent au moment des affrontements. Il est toutefois possible que le prince Ramsès ait participé à la campagne contre les Tjéhénou, étant donné qu'il est représenté sur les décors, mais cela reste incertain. Ces Tjéhénou ont été affrontés à l'ouest du Delta du Nil alors que ces populations essayaient de pénétrer le territoire égyptien. L'ampleur des affrontements n'est toutefois pas claire : étant donné qu'un réseau de forteresses s'est étendu jusqu'à plus de 300 kilomètres à l'ouest du Delta du Nil, et ce, dès le tout début du règne de Ramsès II, il est possible que les troupes égyptiennes, après avoir repoussé les Tjéhénou, se seraient lancées dans une campagne triomphante loin dans le désert à l'ouest, permettant donc aux Égyptiens de prendre le contrôle de ce territoire et initiant peut-être dès le règne de Séthi Ier ce réseau de forteresses que Ramsès II aurait mené à son terme. Les troupes égyptiennes ont en tout cas capturé de nombreux ennemis ainsi que des ressources, que le roi a destinés aux temples égyptiens, ces captifs devenant donc in fine des serviteurs des temples égyptiens.
Toujours est-il que ces combats n'ont été que le prélude à de nombreux affrontements entre les Égyptiens et les populations de l'ouest coalisées parfois aux fameux Peuples de la mer. En effet, dès l'an IV du règne de Ramsès II, un peuple égéen, les Chardanes, ont combattu les Égyptiens, que Ramsès II, une fois ces ennemis vaincus, a intégrés dans son armée. Puis, des coalitions de Libyens et de Peuples de la mer ont par la suite combattu les Égyptiens sous le règne de Mérenptah puis sous celui de Ramsès III, ce dernier ayant intégré certaines de ces populations dans son armée. Ces populations libyennes ont par la suite continué de causer de l'insécurité dans la vallée du Nil pendant tout le reste de la XXe dynastie ainsi que pendant la Troisième Période intermédiaire, mais les populations implantées dans la vallée du Nil, particulièrement dans le Delta, se sont quant à elles assimilées et ont même fini par prendre le pouvoir en la XXIIe dynastie.

#### Les Nubiens
La Nubie, territoire contrôlé par les Égyptiens depuis le début du Nouvel Empire, est un important fournisseur de matières premières pour l'Égypte. Toutefois, ce territoire est régulièrement secoué de révoltes par les peuples autochtones. Ainsi, comme l'attestent deux stèles situées à Amara-Ouest et à Saï, des habitants du pays d'Irem (territoire situé au sud du pays de Koush et au nord de l'actuelle Khartoum) se révoltèrent en l'an VIII. Toutefois, les Égyptiens ne sont pas allés à la rencontre de ces révoltés mais attendirent qu'ils descendent la vallée vers le territoire égyptien. Les troupes égyptiennes ont fait près de sept mille prisonniers et ont capturé six puits, probablement situés sur le chemin emprunté par les nubiens. Il est à noter que le roi Séthi Ier n'a pas participé à la répression de cette révolte.

### L'Empire égyptien

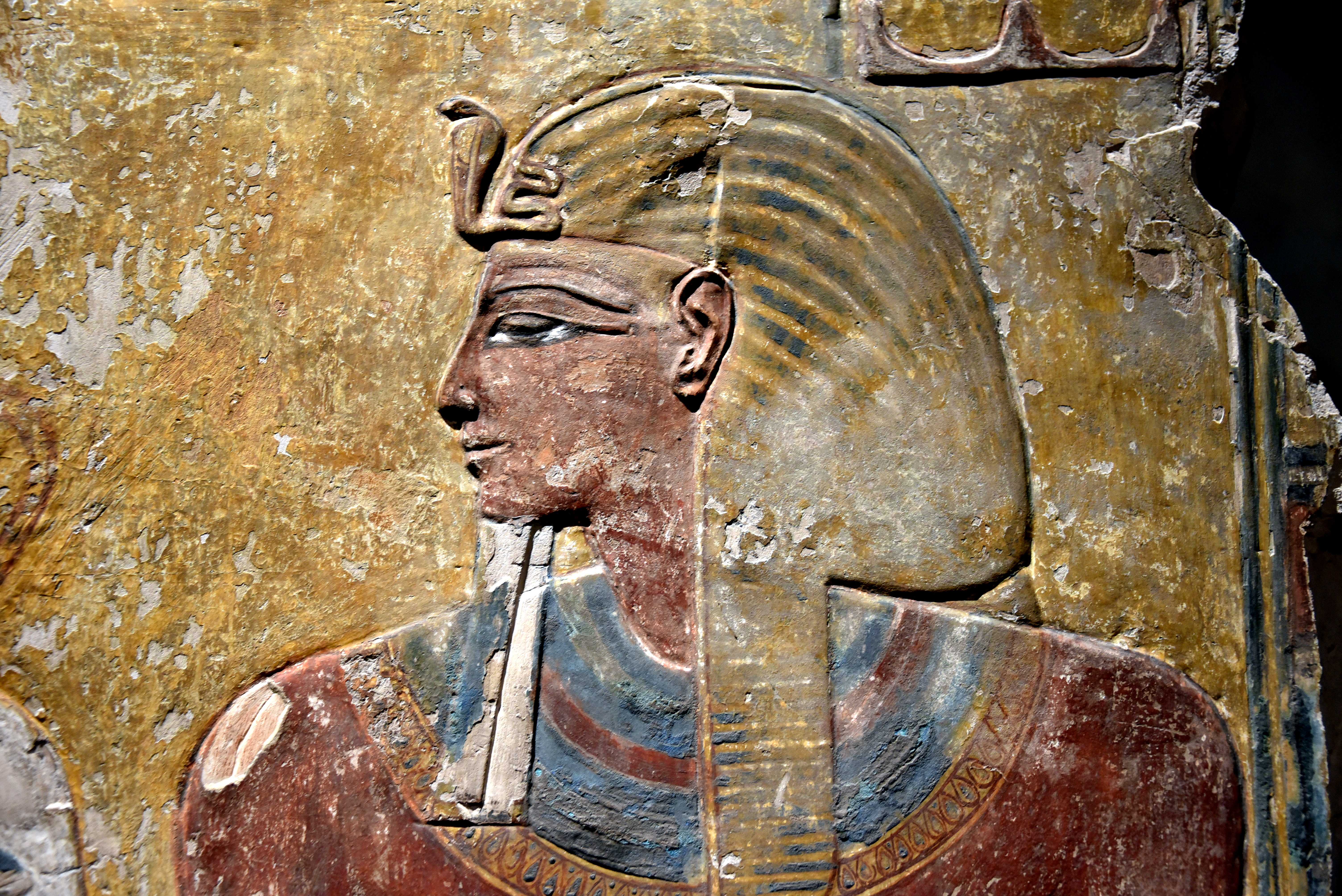
Détail de la tombe de Séthi Ier (KV17)

Le contrôle du territoire égyptien et des territoires soumis est un élément important de la politique pharaonique, cette gestion permettait de contrôler les routes commerciales et d'avoir accès aux mines et aux carrières tout en s'assurant de recevoir des tributs des territoires conquis.

#### Le Proche-Orient
Le Proche-Orient est un agrégat de petites royaumes et de cités soumis à l'influence des deux grands empires de l'époque : le Hatti et l'Égypte. La partie sous influence égyptienne, limitée au nord par l'Amourrou et Qadesh-sur-Oronte, est un territoire contrôlé par des élites locales égyptianisées. Cette emprise égyptienne sur ce territoire se traduit par la construction de monuments, à la fois de nature militaire et économique, dans le but d'une part de contenir la puissance hittite et de maintenir la soumission des populations locales, et d'autre part d'assurer l'approvisionnement de l'Égypte en matières premières et en main-d'œuvre. Si, du règne de Séthi Ier, quelques monuments (stèles et installations) ont été découverts, la plupart des artefacts découverts au Proche-Orient est de petite taille (scarabées, sceaux et bijoux comme des bagues et des pendentifs).
Les stèles découvertes attestent surtout de la présence des troupes égyptiennes lors de la campagne égyptienne de l'an I : 
- Qadesh-sur-Oronte, où une stèle en basalte de mauvaise qualité a probablement été réalisée au moment du passage des troupes de Séthi Ier, Séthi Ier est figuré face à Amon-Rê, Seth habillé en syrien, Montou et Hathor[38] ;
- Tyr, où une stèle atteste de l'inspection par le roi de cette région du Réténou, importante exportatrice vers l'Égypte de bois de construction[38] ;
- Tell ech-Chihab (peut-être la Qiriet Anab des textes égyptiens), où une stèle figure le roi offrant des vases à Amon-Rê et Mout ; ce lieu est stratégique, situé non loin de Yénoam et sur la route entre la vallée du Jourdain et la Syrie, et des installations militaires ont été aménagées[38] ;
- Beït Shéan, où deux stèles en basalte, dont l'une figure Séthi Ier offrant des vases globulaires à Horakhty, attestent de la transformation de Tell el-Hosn en une place forte égyptienne, réaffirmant ainsi l'autorité égyptienne sur ce territoire qui s'était révolté[38].

#### Le Delta oriental et le Nord-Sinaï
Depuis la Préhistoire, le Nord-Sinaï est une voie de communication primordiale entre l'Afrique et l'Asie, où hommes et marchandises transitent. De plus, la région est source de matière première également, comme le cuivre. Ainsi, ce territoire a fait l'objet très tôt dans l'histoire égyptienne de toutes les attentions du pouvoir royal. Cela passe, entre autres, par la construction de nombreuses forteresses visant à la fois à être un point de départ pour les expéditions égyptiennes vers cette région et à arrêter les pénétrations venant du Proche-Orient. La région à la pointe nord-est du delta, passage obligé entre le Nord-Sinaï et la vallée du Nil, a été nommée Tjarou par les Égyptiens et était arrosée par la branche pélusiaque du Nil, aujourd'hui asséchée.
Le Nord-Sinaï était constitué de nombreuses forteresses ponctuant le parcours, pourvues d'épaisses enceintes et associées chacune à un puits. Sur les sites fortifiés de Kharrouba (au nord-est d'el-Arich) et de Bir el-Abd (au sud du lac Bardawil), du matériel archéologique datant de Séthi Ier a été découvert. À Tell el-Borg, à l'ouest de Tell Héboua, deux enceintes ont été découvertes, dont l'une date de l'époque ramesside. À Tell Abyad, situé à proximité de Tell Héboua, les fondations d'une structure en brique crue datant de Séthi Ier ont été découvertes ; il s'agit probablement d'une résidence royale car des fragments de décor mural et de corniches à gorge en calcaire polychrome. Ce bâtiment, sans doute fortifié, est composé d'un corridor desservant quelques pièces de forme carrée.
Le site de Tell Héboua est quant à lui séparé en deux zones : Tell Héboua I, d'une superficie de 17 hectares, et Tell Héboua II, d'une superficie de 7,5 hectares et aménagé sur une île au sud de Tell Héboua I. À Tell Héboua I, on trouve daté de Séthi Ier la partie sud d'un complexe palatial (montant de porte au nom du roi) ainsi qu'un complexe de stockage au nord et une porte monumentale à l'ouest. Un pseudo-pyramidion en grès rouge réalisé par Séthi Ier en l'honneur de son père Ramsès Ier doit provenir de ce site. À Tell Héboua II, des éléments (partie centrale d'un linteau, tambour de colonne, colonnette remployée comme jambage de porte) au nom de Séthi Ier ont également été découverts, ils proviennent probablement d'une seule construction qui daterait de l'an II du roi. Le temple du site, décoré sous le règne d'Amenhotep II et dont le parement extérieur date de Ramsès II, a été en activité sous le règne de Séthi Ier qui y est intervenu. En effet, les treize entrepôts aménagés à l'est du temple sont accessibles par des portes en pierres gravées au nom de Séthi Ier, les treize entrepôts aménagés à l'ouest du temple sont quant à eux datés de Ramsès II et Séthi II.
Le Delta oriental, arrière-garde de Tjarou, est aussi constitué de forteresses pour son rôle stratégique. Sur le site de Tell er-Rabata, une structure fortifiée ramesside y a été érigée. Des blocs ramessides trouvés à Tell el-Maskhouta attestent également d'une intervention royale à cette période. La tombe de Qénamon, « superviseur des archives royales », y a d'ailleurs été découverte et le style permet de dater la tombe de Séthi Ier ou de Ramsès II. De plus, un petit monument en calcaire datant de l'époque des Hyksôs y a été découvert, il a été restauré sous le règne de Séthi Ier ; cette restauration a par ailleurs modifié la face principale du monument où Atoum anthropomorphe a remplacé le dieu Horus-Sopdou à tête de faucon.

#### Le Delta occidental et le désert occidental
Après la campagne contre les Tjéhénou, le Delta occidental (de la pointe nord-ouest à Memphis) et la région désertique adjacente ont fait l'objet de toutes les attentions royales par la construction de nombreuses forteresses (el-Alamein, el-Gharbaniyat, Tell Abqaˁin, Kôm Firin, Kôm el-Hisn, Karm Abou Girg, Zaouiet Oumm el-Rakham (en)) au début du règne de Ramsès II, et ce, jusqu'à plus de 300 kilomètres à l'ouest du Delta du Nil. Toutefois, ces forteresses datant du tout début du règne de Ramsès II, il est possible que l'initiative de l'entreprise revienne à Séthi Ier.

#### La Nubie
La Nubie est un territoire qui a été contrôlé à plusieurs reprises au cours de l'histoire égyptienne. C'est une région très importante pour les Égyptiens, notamment pour ses mines d'or, mais aussi pour les produits exotiques qu'elle fournit. La région est divisée en deux zones : Ouaouat, ou Basse-Nubie, s'étendant d'Éléphantine à au-delà la deuxième cataracte, vers Semna, et Koush, ou Haute-Nubie, s'étendant de Senma à la cinquième cataracte. Toutefois, les monuments de Séthi Ier n'ont été mis au jour pas plus loin vers le sud qu'au Gebel Barkal, en aval de la quatrième cataracte. L'État égyptien va, au début de la XIXe dynastie, non seulement valoriser les forteresses et les temples précédemment construits, notamment au Moyen Empire et à la XVIIIe dynastie, mais aussi établir ses propres aménagements, dans le but d'intégrer les populations nubiennes à la société égyptienne.

##### Éléphantine
Éléphantine, ville située sur une île au niveau de la première cataracte, représente la frontière méridionale égyptienne depuis le début de l'histoire égyptienne. Ce site devait dès cette époque servir de site défensif contre les populations nubiennes. Les temples de Khnoum et de Satet, situés sur l'île, ont été restaurés sous le règne de Séthi Ier, comme l'attestent de nombreux blocs à son nom. Une stèle qui était placée dans la structure du nilomètre du temple de Satet est datée du règne de Séthi Ier : à droite du registre supérieur, le roi présente des vases globulaires à Amon-Rê, tandis qu'à gauche, il est face à Khnoum, les inscriptions, grandement endommagées, indiquent que Séthi remercie le dieu de lui avoir permis de diriger l'Égypte. Le style indique que la stèle date du début du règne. D'autres éléments portent le nom de Séthi Ier : un relief sur lequel se trouve son nom d'Horus et appartenant au temple de Satet ; un fragment de bloc montrant le souvrant[Quoi ?] faisant offrande à Khnoum et appartenant au temple de ce dernier ; quatre fragments en grès appartenant à des portes menant peut-être aux annexes du temple de Khnoum ; un graffito situé sur l'île adjacente d'Hassaoua montre sur le registre supérieur Séthi coiffé de la couronne-khépresh et offrant des vases à Khnoum, tandis que sur le registre inférieur, le prince Ramsès agenouillé (futur Ramsès II) rend hommage à son père ; enfin, un bloc au nom de Séthi et trouvé à Philæ provient d'un monument construit par Séthi à Éléphantine.
Proche d'Éléphantine se trouvent les carrières de granit d'Assouan, sur la rive est du Nil. Ces carrières, exploitées tout au long de l'histoire égyptienne, l'ont également été pendant le règne de Séthi Ier. Ainsi, deux stèles datées de l'an IX et un obélisque (obélisque Flaminius aujourd'hui dressé à Rome) prouvent le travail dans ces carrières sous ce règne, et ce dans le but d'orner les sanctuaires égyptiens d'obélisques et de statues colossales. La première stèle, gravée en creux et située sur la falaise à 150 mètres de l'obélisque inachevé, fait figurer Séthi portant la couronne-khépresh et faisant face à Amon-Rê et porte sur, d'une part la découverte d'un nouveau filon, et d'autre part l'extraction de granit de ce même filon dans le but de réaliser des statues colossales du roi. Il est probable que ces statues soient les quatre statues royales assises situées à l'avant de la cour ramesside du temple de Louxor par Ramsès II qui a récupéré l'œuvre de son père, ces statues ayant été commandées pendant la dernière année du règne de Séthi Ier et donc n'ayant probablement pas été terminées lors de son décès. La seconde stèle, gravée sur un gros rocher à 100 mètres de l'obélisque inachevé, fait figurer le roi devant les dieux Khnoum, Satet et Anouqet tandis que le texte mentionne, d'une part le rôle nourricier du roi envers la population locale, et d'autre part la logistique mise en place pour l'extraction de statues colossales et d'obélisques. Tout comme les statues du temple de Louxor mentionnées précédemment, il est probable que les obélisques situés à l'avant et gravés au nom de Ramsès II soient en fait ceux commandités par Séthi à la fin de son règne.
Enfin, un fragment d'obélisque situé dans l'ancienne carrière de grès siliceux au Gebel Goulab, en face d'Assouan, était probablement destiné à Héliopolis, comme le montre les représentations des dieux solaires sur les faces du pyramidion de l'obélisque.

##### Les forteresses nubiennes
Les forteresses du Moyen Empire, formant un réseau mis en place sous le règne de Sésostris III, sont modifiées au cours des règnes de Ramsès Ier et surtout de Séthi Ier. Ces modifications concernent principalement les temples et les quartiers réservés aux fonctionnaires : des stèles font figurer des décrets royaux imposant des fonctionnements et des approvisionnements des temples, tandis que des jambages sont gravés aux noms du personnel de la forteresse. Si ces décrets royaux n'ont été trouvés qu'à Bouhen, il est probable que les autres forteresses étaient aussi concernées.
À Bouhen, près de quatre stèles ont été découvertes, deux du règne de Ramsès Ier et deux du règne de Séthi Ier. Deux de ces stèles concernent la dotation du temple d'Amon-Min de Bouhen, l'une de Ramsès Ier et datée du 20e jour du IIe mois de la saison Peret de l'an II, l'autre de Séthi Ier et datée du 30e jour du IVe mois de la saison Chémou de l'an I, soit peu de temps après l'accession au trône de Séthi et près de six mois après la première stèle. Ces dotations sont des offrandes, du personnel religieux mais aussi du personnel de service qui était en fait des captifs proche-orientaux. Sur la seconde stèle de Séthi Ier fait figurer le roi devant Ptah représenté dans une chapelle.
En plus des modifications aux forteresses existantes, Séthi Ier fait construire de nouvelles villes fortifiées et dotées de temples en pierre. Il est possible que la fondation de ces villes soit à dater après la révolte de l'an VIII, le roi voulant consolider la position égyptienne dans la région. Ainsi, la ville d'Amara-Ouest est fondée au niveau de la troisième cataracte et devient le siège de l'administration du vice-roi de Koush. Le temple de la ville est dédié à Amon et à la triade d'Éléphantine (Khnoum, Satet et Anouqet). Des éléments architecturaux au nom de Séthi ont par ailleurs été retrouvés. Des stèles et des huisseries au nom de Séthi ont également été découvertes dans la partie ouest de la résidence du gouverneur. De même, Séthi fonde la ville fortifiée d'Akcha, en aval de la deuxième cataracte, comme en témoignent les blocs à son nom dans le temple et les annexes, même si une très grande partie du travail dans le temple date de son fils Ramsès II, temple dédié d'ailleurs à une forme spécifique d'Amon et au roi Ramsès II lui-même.

##### Les temples nubiens
Des éléments permettent d'entrevoir une politique de restauration des constructions de la XVIIIe dynastie en Nubie par les premiers rois de la XIXe dynastie, Ramsès Ier et Séthi Ier. Ainsi, au Gebel Docha, à quelques kilomètres au nord de Soleb, une stèle rupestre a été gravée à quelques mètres au-dessus d'un temple rupestre de Thoutmôsis III. Cette stèle commandée par Amenemopet, vice-roi de Koush de Séthi, fait figurer le roi devout offrant l'encens et une libation à la triade d'Éléphantine (Khnoum, Satet et Anouqet), séparée du roi par quatre tables d'offrandes. Amenemopet est également figuré, mais à genoux dans le registre inférieur. Amenemopet a également laissé une ou deux autres stèles sur le même site, où il lève les bras en signe d'adoration envers Khnoum et Satet.
À Amada-Ouest, les artisans de Séthi Ier ont apporté des modifications au temple dédié à Amon-Rê et à Rê-Horakhty et construit sous le règne de Thoutmôsis III. Des inscriptions situées sur l'axe principal de circulation du temple sont principalement des formules de restauration. De plus, une stèle datée du règne de Ramsès Ier et découverte dans la salle hypostyle ainsi que des blocs (d'une chapelle ?) au nom de Séthi Ier ont été découverts sur le site.
Au Gebel Barkal, en aval de la quatrième cataracte, un temple avait été aménagé pendant la période thoutmôside, avant que, bien plus tard, les rois de la XXVe dynastie, originaires de la région, n'investissent le site, rendant les restes sur ce temple thoutmôside plus difficiles à comprendre. Toujours est-il qu'une stèle datée de l'an III du règne de Séthi Ier a permis de lui attribuer avec certitude la construction d'une salle hypostyle à l'avant du temple thoutmôside d'Amon-Rê. Sur cette stèle, Séthi porte une perruque surmontée d'un disque solaire ceint par des cornes de bélier, de hautes plumes et des uræi. Il offre de l'encens à Amon et à une déesse. Un fragment d'une autre stèle, découverte à Salaya, au sud de Dakka et au nord d'Ouadi es-Seboua, est en rapport avec une expédition, mais aucun élément n'a été conservé concernant cette expédition.
À Sésébi, au sud de Soleb, Séthi a reconstruit un temple d'Amenhotep IV tandis qu'à Doukki Gel, il a restauré un temple du même roi, même construit après qu'il a changé de nom pour Akhenaton. La ville de Sésébi, construite au début du règne d'Amenhotep IV (quand il portait encore ce nom) dans une enceinte fortifiée de plus de 200 mètres de côté, était organisée de telle manière que les habitations se trouvaient au sud, tandis que les bâtiments administratifs et les logements de fonctions se trouvaient au nord et au centre, tandis que le temple de la ville se trouvait au nord-est. Séthi Ier a reconstruit le temple en l'honneur d'Amon et l'a pourvu d'une enceinte en briques crues. Une stèle de Ramsès II y a également été découverte, mais le site semble abandonné par la suite, avant d'être réoccupé à l'époque napatéenne.
À Doukki Gel, à un niveau antérieur au niveau actuel, des talatates martelées, recouvertes de plâtre ou regravées ont été découvertes. Ces blocs, issus d'un temple atoniste, ont donc été remployés dans une construction difficile à déterminer avec certitude, que ce soit en termes de rôle ou de datation. Toujours est-il que d'un bloc au nom de Séthi Ier indique que le roi a a minima initié des étapes soit de restauration du monument atoniste, soit de remploi dans une nouvelle construction. De plus, deux blocs portent le nom du temple de Séthi Ier à Abydos, ce qui témoigne de transferts ou d'échanges entre les deux sites. On peut noter également que le décret de Nauri relatif au personnel du temple de Séthi Ier à Abydos a été gravé à une quarantaine de kilomètres en aval de Doukki Gel.

#### Le désert oriental et le Sud-Sinaï
Le désert oriental et le Sud-Sinaï, régions riches en minerais et matériaux de construction, ont été exploités au cours du règne de Séthi Ier. Les expéditions royales partaient de la vallée du Nil en direction du désert oriental pour y trouver des carrières de pierres dures vouées à la construction ou aux statues, ainsi que des gisements métallifères (électrum, or, galène) ; elles partaient également pour le Sinaï pour l'exploitation de la turquoise, de la malachite et du cuivre ainsi que le Néguev pour le cuivre à nouveau. Séthi Ier a également fait aménager des complexes cultuels sur les trajets des expéditions à destination des lieux d'exploitation.

##### Le Speos Artemidos
Le Speos Artemidos est un temple rupestre en l'honneur de la déesse Pachet et situé à l'est de Beni Hassan. Il est situé au carrefour des pistes menant aux carrières de calcaire. Le creusement du temple est l'œuvre d'Hatchepsout. Le programme de décoration a pour but de légitimer le pouvoir de Pharaon à exploiter les ressources minérales. Séthi Ier est donc intervenu dans le temple dans cette optique-là. Ainsi, une inscription datée de l'an I et située sur le mur est du couloir d'accès au sanctuaire mentionne la restauration du monument thoutmôside par Séthi Ier. Des textes et des scènes en bas-relief sont également présents sur la paroi est du couloir d'accès, sur les faces latérales des piliers de façade et sur la partie orientale de la paroi sud. La gravure en creux a été utilisée pour inscrire des cartouches royaux sur la paroi est. Dans le pronaos, la scène de couronnement a été modifiée par Séthi pour y faire figurer Thot à la place de Iounmoutef, et l'ordre d'apparition des dieux de l'Ennéade a été modifié, plaçant ainsi Seth en première place ; de plus, si Séthi est aujourd'hui représenté face à Amon, la scène originale représentait Hatchepsout coiffée de la couronne-khépresh agenouillée dos à Amon et face à Pachet.

##### Ouadi Kanaïs
L'Ouadi Kanaïs (ou Ouadi Miyah) est une étape importante vers les mines d'électrum et d'or du Ouadi Barramiya, il est situé à 55 kilomètres à l'ouest d'Edfou, ville de départ des expéditions vers ces mines. C'est à cet endroit que Séthi Ier fait construire un temple hémi-spéos en l'honneur de plusieurs divinités : Amon de Thèbes, (Atoum-)Rê d'Héliopolis, Ptah-(Sokar)-Osiris de Memphis et la triade abydéenne, Osiris, Isis et Horus. Les inscriptions gravées dans le temple indiquent que l'or et l'électrum exploités sont destinés au temple d'Osiris à Abydos, qu'un puits a été creusé à cet endroit et que l'exploitation est assurée par une communauté de laveurs d'or indépendants. Le décret de Nauri de l'an IV indique qu'il est interdit de déplacer ces laveurs d'or et assure la protection des propriétés et des équipements. Une expédition pour obtenir de l'électrum est d'ailleurs mentionnée sur l'un des textes du temple, ce texte est daté de l'an IX.

##### Le fort de Kouban
L'accès au Ouadi Allaqi et aux mines d'or se faisait par le fort de Kouban depuis le Moyen Empire. Des blocs de grès fragmentaires découverts à Dakka témoignent d'un aménagement datant du règne de Séthi Ier dans cette forteresse. De plus, une stèle provenant de Kouban a probablement été gravée par le fils royal de Koush Amenemopet même si aucun nom n'y figure. Cette stèle indique que l'un des premiers actes effectués sous le règne de Ramsès II est le creusement d'un puits pour faciliter l'accès aux mines d'or du Ouadi Allaqi.

##### Djébel Abou Hassa
Des blocs au nom du roi Séthi Ier prouvent que le roi a tenu un rôle dans l'édification d'un monument cultuel probablement incorporé au site fortifié de Djébel Abou Hassa. Localisé au sud de l'isthme de Suez, sur la route menant aux mines de turquoise de Sarabit al-Khadim, ce monument a été remployé par Ramsès II qui en a modifié la décoration.

##### L'exploitation des ressources du désert oriental
Le Ouadi Hammamat, accessible par une piste partant de la ville de Coptos, est un lieu où ont été exploités la grauwacke (pierre de bekhen) et l'or. Le Ouadi Hammamat est par ailleurs le lieu de passage obligé pour aller de la vallée du Nil à la Mer Rouge, permettant donc d'accéder au pays de Pount. Or, plusieurs inscriptions, comme celles de la grande salle hypostyle du temple d'Amon à Karnak : « Amon a réuni tous les pays de Pount et leurs tributs constitués de gomme d'encens, de cannelle et d'épices, de toutes bonnes choses de la Terre-du-dieu ». En outre, la myrrhe de Pount est mentionnée comme un produit stocké dans le Trésor du temple d'Osiris à Abydos. Deux inscriptions rupestres et une stèle également rupestre de Séthi Ier attestent par ailleurs de l'exploitation de la vallée sous son règne, stèle sur laquelle Séthi est face à « Amon-qui-écoute-les-prières », Amon étant représenté avec une oreille en relief. La grauwacke exploitée sous son règne a servi à l'élaboration de monuments destinés à embellir les temples, comme un obélisque destiné au temple d'Héliopolis, une statuette du roi pour l'un des temples ramessides à Abydos et un modèle de temple votif thébain.
Concernant les sites d'extraction de la calcite, comme Hatnoub, aucune attestation datée de Séthi Ier n'a été retrouvée. Toutefois, des objets fabriqués dans cette pierre prouvent qu'au moins l'un des gisements de calcite a été exploité sous son règne : une statue du roi et une stèle de l'an I trouvées à Karnak, un fragment de socle découvert lors de fouilles maritimes à Alexandrie ainsi que le sarcophage royal découvert par Giovanni Battista Belzoni en 1817 et aujourd'hui conservé au Sir John Soane's Museum à Londres.
La principale carrière de grès exploitée pendant le Nouvel Empire, et située au Gebel Silsileh, a été exploitée pendant le règne de Séthi Ier, comme l'attestent deux stèles, l'une de l'an VI et l'autre dite « de Hâpy ». Sur la première stèle, le roi offre du vin à Amon-Rê, à Ptah et à une déesse encore non identifiée. Elle indique que le roi a ordonné une expédition de près de mille hommes, ainsi que de bateaux et de leurs équipages sous la direction du messager royal afin que le grès de bonne qualité puisse être exploité pour son père Amon-Rê, Osiris et son Ennéade ; cette expédition était donc destinée à chercher les pierres nénessaires à la constructions du temple de Séthi et de l'Osiréion à Abydos. Chaque ouvrier recevait vingt deben de pain par jour, de la viande rôtie, des légumes et deux sacs d'orge par mois, tandis que le messager royal recevait de l'huile de moringa, de l'huile de sésame, du vin, du miel, des figues, des raisins, du poisson et des légumes chaque jour. Ces biens alimentaires étaient fournis non pas par le Trésor royal mais par le temple de Sobek situé à proximité. Sur la seconde stèle, le fonctionnaire dirigeant l'expédition et nommé Hâpy est représenté en adoration devant les cartouches du roi. Cette stèle commémore donc une seconde expédition ayant pour but de ramener du grès pour le monument du roi. De l'autre côté du Nil, en face de la carrière, des stèles ramessides (Séthi Ier, Ramsès II, Mérenptah, Ramsès III) ont été retrouvées, mais l'état de celle de Séthi Ier ne permet pas de savoir ce qui a été commémoré.
Le calcaire est l'une des pierres les plus abondantes en Égypte. Les inscriptions dans le temple de Séthi Ier à Abydos mentionnent l'utilisation du calcaire de Tourah, tandis que l'activité de Séthi Ier dans le Speos Artemidos permet de savoir que les carrières du Ouadi Batn el-Baqara ont été utilisées sous le règne de Séthi Ier. Enfin, une stèle rupestre dans la carrière de el-Dibabiya, en face de Gebelein, nous indique que cette carrière a également été exploitée sous Séthi Ier ; sur cette stèle, le roi fait face à Amon-Rê tandis que le texte est dédié au ka de Houy, architecte de Séthi. La friabilité du calcaire et surtout son exploitation par les chaufourniers ont fait disparaître une très grande partie de l'œuvre des rois égyptiens, dont celle de Séthi Ier ; on peut toutefois noter le temple d'Osiris et la chapelle dédiée à Ramsès Ier à Abydos, le temple de Ptah à Mit-Rahineh et des éléments plus modestes comme la stèle-frontière de Kôm el-Loufi.
L'Ouadi Kanaïs, étape importante vers les mines d'électrum et d'or du Ouadi Barramiya, abrite trois stèles rupestres datées du roi Séthi Ier. La stèle du commandant Panoub fait figurer le roi Séthi offrant des vases à une série de divinités (Amon, Mout, Rê, Osiris, Isis et Horus) tandis que, sur le registre inférieur, Panoub est représenté adorant la déesse Astarté sur un cheval. La deuxième stèle fait figurer le chef des régiments de l'or Ânéna face face à Horus d'Edfou et Horus maître des déserts liocéphale, tandis que sur le registre inférieur est représenté Nebsény, membre de l'équipage du bateau et chargé du creusement du puits au Ouadi Kanaïs, en train de présenter des offrandes à Ptah et Sekhmet. Sur la troisième stèle, le fils royal de Koush Iouny fait face au roi Séthi.
Aucune attestation de Séthi Ier au Ouadi Allaqi n'a été repérée, mais cette région a été fortement exploitée pendant le Nouvel Empire pour son or et l'activité du roi Séthi au fort de Kouban indique que les mines de la région ont certainement été exploitées pendant son règne.

##### L'exploitation des ressources du Sinaï
La turquoise a été exploitée au début de la XIXe dynastie à Sarabit al-Khadim. En plus de deux stèles datées du règne de son père, deux autres stèles au nom du commandant des troupes et messager royal dans les pays étrangers Âchahéb(ou)sed prouve que le site a été exploité sous le règne de Séthi Ier. Sur celle de l'an VIII, le roi offre des vases globulaires à Rê-Horakhty sur la face nord et un pain conique à Hathor « maîtresse de la turquoise » sur la face sud. Sur la seconde, Ramsès II est représenté faisant offrande à son père tout juste défunt, alors qu'Âchahéb(ou)sed poursuivait le travail dans ce lien malgré le changement de règne. Une stèle au nom d'Âchahéb(ou)sed et datée de l'an II de Ramsès II montre que le travail continuait encore à ce moment-là. Un fragment de décor du mur sud de la première salle du temple d'Hathor de Sarabit al-Khadim montre que le roi est intervenu dans ce temple. La salle adjacente est probablement l'œuvre de Séthi Ier également.
Peut-être dans un même mouvement que le lancement de l'exploitation de la turquoise au Sarabit al-Khadim, c'est-à-dire en l'an VIII, le roi a lancé une expédition vers les mines de cuivre de Timna dans le Néguev. Le souverain fait alors aménager un temple sur place dédié à Hathor « maîtresse de la turquoise », qui sera reconstruit par Ramsès II. De plus, de nombreux artéfacts datant de ces deux règnes montrent la continuité de l'exploitation du cuivre mais aussi de la turquoise en ce lieu, correspondant d'ailleurs à une industrie à grande échelle pour l'époque.

### L'œuvre de SéthiIeren Égypte
Séthi Ier est l'un des pharaons les plus actifs du point de vue de l'activité constructrice. Le roi, dans le texte de la stèle du Gebel Silsileh, se décrit comme le premier véritable instigateur d'une politique constructrice à l'échelle du pays, montrant à la fois l'esprit d'initiative et l'ampleur de l'entreprise. La documentation à notre disposition ne nous permet toutefois pas de mesurer l'ampleur réelle de ce programme, seulement une ébauche. Cette activité s'est concentrée en particulier dans les quatre grands centres religieux du pays, à savoir du nord au sud Héliopolis, Memphis, Abydos et Thèbes. Le roi s'attache également à la restauration des monuments thoutmôsides.

#### Le programme du début du règne
De l'an I à l'an III, plusieurs grands chantiers sont lancés dans les centres religieux du pays : Héliopolis, Memphis, Abydos et Thèbes. À Memphis, les monuments de Séthi ont dû être érigés sur un sol vierge de toute construction et ont été localisés dans l'actuel village de Mit-Rahineh, au sud de la porte de l'enceinte du temple de Ptah érigé sous le règne de Ramsès II. Une première construction est une chapelle dédiée à Ptah. Un temple de Ptah, terminée par Ramsès II, a également été construit et dont le nom était « Bénéfique est Séthi-Mérenptah dans le domaine de Ptah ». Une statue en granodiorite de Séthi provient de ce temple. Une autre statue, fragmentaire cette fois, représentant Séthi agenouillé devant Atoum sur le trône a été découverte sur le site. Le niveau le plus récent du Kôm Rabiˁa, toujours à Memphis, a conservé des vestiges datant de l'époque de Séthi Ier, dont les archives de la résidence royale. Séthi a également érigé un monument dédié au grand sphinx Houroun-Harmakhis à Gizeh, monument attesté par deux stèles.
À Thèbes, autre métropole où Séthi Ier a beaucoup construit. Une stèle datée de l'an I et trouvée dans la cour de la cachette à Karnak indique que le roi a fait construire un sanctuaire dédié à Rê dans l'enceinte d'Amon-Rê. Cette chapelle dédiée à Rê devait se trouver à l'angle nord-est du temple principal. La grande œuvre de Séthi Ier à Karnak est la grande salle hypostyle entre ce qui est aujourd'hui les IIe et IIIe pylônes, salle nommée dans les textes « Bénéfique est Séthi dans le domaine d'Amon ». Cette salle comprend une nef centrale formée de douze colonnes de 21 mètres de haut et de cent vingt-deux colonnes de 12 mètres de haut. Les parois latérales sont de 45 mètres de long pour 17 mètres de haut. Les décors datés de Séthi Ier sont situés sur les parois latérales et sur les colonnes de la moitié nord de la salle. Ce décor sera complété par Ramsès II puis plus tard Ramsès IV.
Héliopolis, l'autre grande capitale religieuse égyptienne avec Thèbes, a vu la construction de bâtiments tout au long de son histoire, dont le règne de Séthi Ier. Toutefois, l'état du site ne permet pas d'avoir une idée précise de la ville au début de la XIXe dynastie. Un temple pourvu de chapelles annexes et probablement dédié à la forme composite Atoum-Rê-Horakhty a été édifié sous le règne de Séthi Ier. Plusieurs artefacts et fragments de naos, d'obélisques et de leurs supports sont gravés au nom de Séthi Ier. L'obélisque de Séthi Ier se trouvant aujourd'hui à la Piazza del Popolo à Rome provient d'Héliopolis, comme d'autres obélisques retrouvés à Alexandrie et déplacés à l'époque ptolémaïque.
Enfin, le grand site du règne est Abydos. Le roi y a fait construire un petit temple dédié à son père défunt Ramsès Ier, intégré dans une enceinte de 25 mètres sur 15 mètres. L'autre construction d'importance sur le site est le temple funéraire de Séthi Ier ainsi que l'Osiréion. Associé à l'Osiréion, le temple agit comme un monumental ex-voto destiné à attirer sur le roi défunt l'attention bienveillante d'Osiris. Ces deux monuments travaillent ensemble. Ils ont été terminés sous le règne de Mérenptah, petit-fils de Séthi Ier. Par ailleurs, la fameuse table d'Abydos est inscrite sur la paroi d'un mur du temple funéraire.

#### Le programme de la fin du règne
Dans la seconde moitié du règne, en parallèle des restaurations de certains temples, Séthi Ier engage la construction de son temple des millions d'années à l'ouest de Thèbes, plus précisément à Gournah. Ce temple est nommé « Bénéfique est Séthi-Mérenptah dans le domaine d'Amon à l'ouest de Thèbes ». Séthi dédie par ailleurs quatre salles de ce temple à son père défunt Ramsès Ier, qu'il n'aura toutefois pas le temps de faire décorer, c'est son fils Ramsès II qui complètera la décor du temple, dont ces salles dédiées à Ramsès Ier. Des morceaux de reliefs de ce temple que des voleurs avaient dérobés ont été restitués par l'université allemande de Tübingen
Il est probable que le travail de Ramsès II dans le temple d'Amon à Louxor ait été initié sous le règne de Séthi Ier. En effet, comme indiqué dans le paragraphe concernant Assouan, il semble que les statues et les obélisques à l'avant du temple aient été commencés lors de la dernière année de règne de Séthi avant d'être terminés, gravés et mis en place au tout début du règne de Ramsès II. Ainsi, en plus de ces éléments, la construction des structures aurait pu être planifiée dès la fin du règne de Séthi.

#### Le programme de restauration
Dans toutes les grandes villes, ainsi que sur les sites auxquels les souverains n'apportent pas d'attention constante, des blocs au nom de Séthi Ier ont été découverts. Il s'agit en réalité des restes d'une politique de restauration des monuments des prédécesseurs du roi, en particulier ceux de l'époque thoutmôside. Généralement, la date de restauration indiquée est l'an I du règne de Séthi, ce qui indique qu'il s'agit d'une politique menée dès le début du règne. Il est à noter que ces restaurations concernent les parties les plus exposées des temples (façades, voies processionnelles principales). L'œuvre de restauration a concerné bien entendu le temple d'Amon à Karnak pour effacer les traces de l'hérésie atoniste. Il intervient également dans le temple de Mout et dans celui de Montou, ainsi qu'au temple de Montou à Tôd et le temple d'Amon à Louxor.
À Thèbes-Ouest, le roi a fait restaurer les temples des millions d'années, particulièrement celui de Thoutmôsis III (nommé Hénéket-ânkh et situé au nord du Ramesséum) et celui d'Amenhotep III. Il ne reste que peu de choses des temples des millions d'années d'Amenhotep II et de Thoutmôsis IV, mais il est probable que Séthi ait également réalisé des restaurations dans ces temples. Le petit temple d'Hathor à Deir el-Médineh a également fait l'objet d'une intervention conséquente de la part de Séthi Ier : le temple est alors formé d'une succession de terrasses qui sont accessibles grâce à des escaliers à faible pente. Deux stèles mentionnent les noms de Séthi Ier, et sur l'une d'elle son père Ramsès Ier également. Des fragments de bassin à libation pourraient datés de son règne également.
Le roi intervient également à El Kab, dans la chapelle d'Amenhotep III, en y apposant des formules de restauration. De nombreux tambours du complexe culturel de Nekhbet ont également été remployés sous le règne de ce souverain. Dans l'enceinte de la ville, une petite statue d'Horus à tête de lion et portant une effigie du roi Séthi a été mise au jour. À Éléphantine, le roi restaure les complexes culturels thoutmôside, particulièrement le temple de Satet aménagé sous le règne de Thoutmôsis III et déjà restauré par Toutânkhamon, ainsi que le petit temple périptère d'Amenhotep III, aujourd'hui complètement détruit.
Le roi est intervenu à Abousir où il a restauré un temple dédié à la déesse Mout-Sekhmet-Bastet. Il est également intervenu en Basse-Égypte, mais les indices sont si rares qu'il est difficile d'évaluer l'ampleur du travail des artisans de Séthi Ier dans cette région. Ses artisans sont toutefois intervenus dans le temple de Bastet construit par Amenhotep II à Bubastis.
Le roi est également intervenu ailleurs (stèle-frontière à Médinet el-Fayoum, stèle à Edfou et fragment de statue en forme de sphinx à Coptos), mais des interventions de plus grandes ampleurs sur ces sites ne sont pas connues, bien que possibles et rien n'indique que ces interventions entrent dans le cadre de la politique de restauration de Séthi Ier.

#### Le Delta oriental
À proximité d'Avaris, la résidence royale de Séthi Ier est attestée par des éléments architecturaux portant ses noms. C'est sur cette aire géographique que va se développer la célèbre capitale de Ramsès II : Pi-Ramsès. Les monuments de Séthi Ier constituent sans aucun doute le prémice de cette capitale, qui préexistait depuis au moins l'époque des Hyksôs et qui avait été considérablement agrandie et sécurisée sous le règne d'Horemheb. Séthi œuvre dans cette ville probablement parce qu'il en est originaire et qu'elle se trouve sur le chemin entre Memphis et le Proche-Orient.
Le développement de cette nouvelle ville entraîne également des changements dans le reste du Delta oriental : de nombreux vignobles sont plantés au début de la XIXe dynastie (région où les ancêtres de Séthi Ier possédait déjà des vignobles), ainsi que la culture d'oléagineux. Le but, entre autres, étaient de devenir de moins en moins dépendants des importations, particulièrement provenant du Levant. Les jarres enterrées avec Séthi Ier dans sa tombe stockaient du vin originaire de deux vignobles du Delta ; ce vin était du vin ordinaire, du vin doux mais aussi du nectar, c'est-à-dire du très bon vin.

### Fin de règne et succession
Le roi meurt donc après une dizaine d'années de règne. C'est son fils, Ramsès II, qui hérite du trône le 27e jour du IIIe mois de la saison Chémou,,. Le nouveau roi fait enterrer son père dans la tombe (KV17) qu'il s'était faite préparer dans la vallée des Rois. Ce dernier, alors père de famille, continue l'œuvre de Séthi, que ce soit dans les monuments (achèvement et appropriation de certaines œuvres de son père) ou des actions militaires au Levant (où le roi combattra les Hittites à Qadesh-sur-Oronte dès l'an V avant de signer une paix durable quelques décennies plus tard) et dans l'ouest du Delta (où le roi engage ou poursuit la construction d'une série de forteresses).

## Sépulture

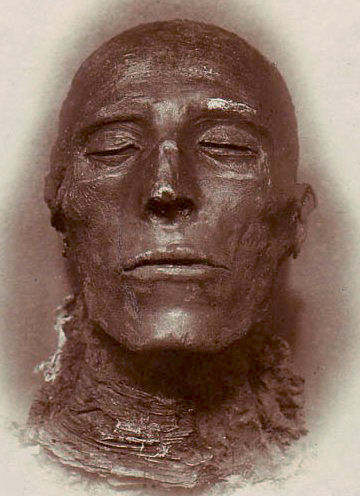
Tête de la momie de Séthi Ier.

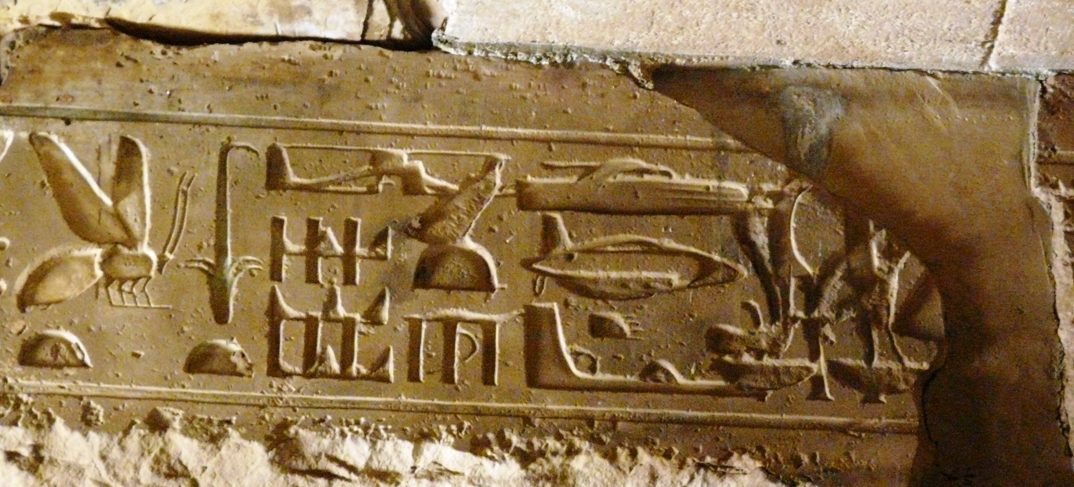
Les hiéroglyphes du temple de Séthi Ier(l'« hélicoptère » supposé est au haut du milieu).

Séthi Ier a été enterré dans la tombe KV17 de la vallée des Rois, l'une des plus grandes de la vallée. Toutefois, elle a été pillée et la momie royale, après plusieurs déplacements, a été placée dans la cachette DB320, en compagnie de plusieurs autres momies royales. La tombe, quant à elle, a été découverte le 18 octobre 1817 par Giovanni Battista Belzoni.
Le sarcophage en albâtre de Séthi Ier porte une version du livre des Portes entièrement gravée et dont les hiéroglyphes étaient jadis emplis de pâte bleue. Le texte a été publié dès 1864 par Joseph Bonomi et Samuel Sharpe. Le sarcophage est conservé au Sir John Soane's Museum de Londres.
Une partie d'une gravure hiéroglyphique égyptienne a été interprétée comme représentant un « hélicoptère »,.

## Titulature
Les éléments de la titulature ont fortement varié au cours du règne,. En conséquence, seules quelques variantes sont présentées ci-dessous.

## Postérité dans la fiction
Séthi Ier apparaît dans plusieurs films d'aventure dont l'intrigue se déroule au moins en partie en Égypte antique. Il apparaît dans le film américain Les Dix Commandements de Cecil B. DeMille, qui relate la vie de Moïse en s'inspirant de la Bible. Séthi Ier apparaît en tant que père de Ramsès II et oncle adoptif de Moïse. Il est incarné par l'acteur Cedric Hardwicke. Le même sujet est traité par le film d'animation américain Le Prince d'Égypte des studios DreamWorks, sorti en 1998, où Séthi Ier est également mis en scène, tout comme dans le film Exodus de Ridley Scott, sorti en 2014, dans lequel il est interprété par John Turturro.
Dans le film fantastique américain La Momie de Stephen Sommers, le prêtre égyptien Imhotep, qui devient rapidement la momie du titre, vit sous le règne de Séthi Ier. Le début de l'intrigue est situé en -1290 ; Imhotep assassine Séthi Ier par amour pour sa favorite Ânkh-Soun-Amoun, et c'est pour ce crime qu'il est condamné à être momifié vivant et maudit. Le film prend cependant de grandes libertés avec la réalité historique, notamment pour le nom « Imhotep », emprunté à un personnage ayant vécu au troisième millénaire, bien avant Séthi Ier : Imhotep, l'architecte du pharaon Djéser.